# Percy Jackson: Die Serie
Percy Jackson: Die Serie (Originaltitel: Percy Jackson and the Olympians) ist eine US-amerikanische Abenteuerserie, basierend auf der gleichnamigen Romanreihe von Rick Riordan. Die Premiere der Serie fand in den Vereinigten Staaten am 19. Dezember 2023 auf Disney+ statt. Im deutschsprachigen Raum erfolgte die Erstveröffentlichung der Serie durch Disney+ einen Tag später. Im Februar 2024 wurde die Serie um eine zweite Staffel verlängert.

## Handlung
Der 12-jährige Percy Jackson erfährt, dass er ein Halbgott und ein Sohn des Poseidon ist. Ihm wird vorgeworfen, den Herrscherblitz des Zeus gestohlen zu haben. Um seine Unschuld zu beweisen, macht er sich gemeinsam mit seinen Freunden Annabeth (eine Halbgöttin und Tochter der Athene) und dem Satyr Grover auf die Suche nach dem Herrscherblitz.

## Produktion
Im Mai 2020 verkündete Autor Rick Riordan auf Twitter, dass Disney+ seine Buchreihe als Fernsehserie adaptieren werde. Die erste Staffel basiert demnach auf seinem ersten Buch, Diebe im Olymp. Dieses Buch wurde wie auch sein Nachfolger Im Bann des Zyklopen bereits in den Jahren 2010 bzw. 2013 durch 20th Century Fox verfilmt. Der Konzern wurde 2019 an die Walt Disney Company verkauft, womit die Rechte von Percy Jackson an das Unternehmen übergingen. Im selben Jahr startete Walt Disney das Streaming-Angebot Disney+, die auch die Neuverfilmung von Percy Jackson bestellten. Im Gegensatz zu den Filmen soll sich die Serie näher an der Romanvorlage halten, wodurch die Hauptfigur zu Beginn 12 statt 16 Jahre alt sein soll. Die Dreharbeiten dafür begannen im Juni 2022 in Vancouver, Kanada.
Im April 2022 wurde Walker Scobell als Besetzung von Percy Jackson verkündet. Im Mai 2022 wurde Leah Jeffries als Annabeth Chase und Aryan Simhadri als Grover Underwood bestätigt. Die Besetzung von Leah Sava Jeffries wurde von den Fans mit gemischten Reaktionen entgegengenommen, da es sich bei ihr um eine schwarze Schauspielerin handelt, Annabeth in den Büchern jedoch als blondes, weißes Mädchen beschrieben wird. Rick Riordan hat dazu Stellung bezogen, die Besetzung verteidigt und die Fans aufgerufen, den Online-Hass und das Mobbing zu beenden.

„Wenn ihr jedoch ein Problem mit dieser Besetzung habt, wendet euch an mich. Ihr könnt niemandem sonst die Schuld geben. Was auch immer ihr aus diesem Beitrag mitnehmt, wir sollten uns einig sein, dass Mobbing und Belästigung eines Kindes im Internet unentschuldbar falsch ist. So stark Leah auch ist, so sehr wir auch über das Potenzial dieser Art von Reaktion und den intensiven Druck, den diese Rolle mit sich bringt, diskutiert haben, die negativen Kommentare, die sie online erhalten hat, sind unangemessen. Sie müssen aufhören. Jetzt.“

Kurz nach Ausstrahlung der letzten Folge von Staffel 1 im Februar 2024 gab Disney bekannt, dass eine zweite Staffel gedreht wird. Bereits im Frühjahr 2023 wurde mit dem Schreiben der Drehbücher begonnen.

## Besetzung und Synchronisation
Die deutschsprachige Synchronisation entstand bei der Iyuno-SDI Group Germany Berlin nach einem Dialogbuch von Laura Johae und unter der Dialogregie von Josephine Schmidt.
| Rolle                    | Schauspieler/in        | Hauptrolle (Folgen) | Nebenrolle (Folgen)    | Synchronsprecher/in  |
| ------------------------ | ---------------------- | ------------------- | ---------------------- | -------------------- |
| Perseus „Percy“ Jackson  | Walker Scobell         | 1.01–               |                        | Finn Posthumus       |
| Perseus „Percy“ Jackson  | Azriel Dalman (jung)   |                     | 1.01, 1.04, 1.07       | Kostja Oldenburg     |
| Annabeth Chase           | Leah Jeffries          | 1.01–               |                        | Helen Blaschke       |
| Grover Underwood         | Aryan Simhadri         | 1.01–               |                        | Tom Ferenc           |
| Chiron / Mr. Brunner     | Glynn Turman           |                     | 1.01–1.03, 1.08        | Reinhard Scheunemann |
| Kronos / Stimme im Traum | Nick Borraine (Stimme) |                     | 1.01–1.02, 1.04, 1.08  | Stephan Baumecker    |
| Gabe Ugliano             | Timm Sharp             |                     | 1.01, 1.03, 1.05, 1.08 | Jaron Löwenberg      |
| Alecto / Mrs. Dodds      | Megan Mullally         |                     | 1.01, 1.03, 1.08       | Cathlen Gawlich      |
| Sally Jackson            | Virginia Kull          |                     | 1.01, 1.04, 1.07–1.08  | Sarah Riedel         |
| Luke Castellan           | Charlie Bushnell       |                     | 1.02–1.03, 1.06, 1.08  | Sebastian Fitzner    |
| Dionysus / „Mr. D“       | Jason Mantzoukas       |                     | 1.02–1.03, 1.08        | Christoph Banken     |
| Clarisse La Rue          | Dior Goodjohn          |                     | 1.02–1.03, 1.08        | Marie Hinze          |
| Helena Moon              | Kathleen Duborg        |                     | 1.02                   | Marion Musiol        |
| Hermes                   | Lin-Manuel Miranda     |                     | 1.03, 1.06             | Nicola Devico Mamone |
| Medusa                   | Jessica Parker Kennedy |                     | 1.03                   | Lydia Morgenstern    |
| Nereid                   | Jelena Milinkovic      |                     | 1.04, 1.06             | Maria Burghardt      |
| Echidna                  | Suzanne Cryer          |                     | 1.04                   | Gundi Eberhard       |
| Ares                     | Adam Copeland          |                     | 1.05, 1.07–1.08        | Matti Klemm          |
| Hephaistos               | Timothy Omundson       |                     | 1.05                   | Matthias Klages      |
| Augustus                 | Ted Dykstra            |                     | 1.06                   | Michael Ivannek      |
| Prokrustes / „Crusty“    | Julian Richings        |                     | 1.07                   | Peter Flechtner      |
| Charon                   | Travis Woloshyn        |                     | 1.07                   | Werner Braunschädel  |
| Hades                    | Jay Duplass            |                     | 1.07                   | Norman Matt          |
| Poseidon                 | Toby Stephens          |                     | 1.07–1.08              | Thomas Nero-Wolff    |
| Zeus                     | Lance Reddick          |                     | 1.08                   | Samuel Zekarias      |

## Episodenliste

### Staffel 1
| Nr. (ges.) | Nr. (St.) | Deutscher Titel                                                  | Originaltitel                                  | Erstveröffentlichung (USA) | Deutschsprachige Erstveröffentlichung (D/A/CH) | Regie           | Drehbuch                                   |
| ---------- | --------- | ---------------------------------------------------------------- | ---------------------------------------------- | -------------------------- | ---------------------------------------------- | --------------- | ------------------------------------------ |
| 1          | 1         | Aus purem Zufall lasse ich meine Mathelehrerin in Dampf aufgehen | I Accidentally Vaporize My Pre-Algebra Teacher | 19. Dez. 2023              | 20. Dez. 2023                                  | James Bobin     | Rick Riordan & Jonathan E. Steinberg       |
| 2          | 2         | Ich werde Alleinherrscher über das Badezimmer                    | I Become Supreme Lord of the Bathroom          | 19. Dez. 2023              | 20. Dez. 2023                                  | James Bobin     | Rick Riordan & Jonathan E. Steinberg       |
| 3          | 3         | Wir besuchen das Emporium der Gartenzwerge                       | We Visit the Garden Gnome Emporium             | 26. Dez. 2023              | 27. Dez. 2023                                  | Anders Engström | Jonathan E. Steinberg & Monica Owusu-Breen |
| 4          | 4         | Ich stürze mich in den Tod                                       | I Plunge to My Death                           | 2. Jan. 2024               | 3. Jan. 2024                                   | Anders Engström | Jonathan E. Steinberg & Joe Tracz          |
| 5          | 5         | Ein Gott lädt uns zu Cheeseburgern ein                           | A God Buys Us Cheeseburgers                    | 9. Jan. 2024               | 10. Jan. 2024                                  | Jet Wilkinson   | Rick Riordan & Jonathan E. Steinberg       |
| 6          | 6         | Wir bringen ein Zebra nach Vegas                                 | We Take a Zebra to Vegas                       | 16. Jan. 2024              | 17. Jan. 2024                                  | Jet Wilkinson   | Jonathan E. Steinberg & Joe Tracz          |
| 7          | 7         | Wir finden die Wahrheit, irgendwie                               | We Find Out the Truth, Sort Of                 | 23. Jan. 2024              | 24. Jan. 2024                                  | Anders Engström | Andrew Miller                              |
| 8          | 8         | Die Weissagung geht in Erfüllung                                 | The Prophecy Comes True                        | 30. Jan. 2024              | 31. Jan. 2024                                  | Jet Wilkinson   | Craig Silverstein                          |

## Rezeption
Die erste Folge der Serie auf den Plattformen Disney+ und Hulu wurde laut Disney von 13,3 Millionen Zuschauern innerhalb von sechs Tagen nach der Veröffentlichung angesehen. Damit gehört die Premiere zu einer der erfolgreichsten auf Disney+. Nach drei Wochen waren es mehr als 26 Millionen Aufrufe.
Bei Rotten Tomatoes erhielt die Serie zu 92 % positive Kritiken mit einer durchschnittlichen Bewertung von 7,2 von 10. Auf Metacritic erreichte die Serie einen Score von 73/100.
Corina Mühle von Watson befindet die Serie als „eine der besseren Young-Adult-Serien, die es gibt. Sie ist voller Action und katapultiert dich direkt in deine Kindheit oder Jugend zurück, als du die Bücher gelesen und von Mythen und Abenteuer geträumt hast.“ Auch Karsten Umlauf schreibt bei SWR2, dass die Adaption „Vieles richtig macht. Sie bleibt nah an den Büchern, legt Wert auf die richtigen Details und überzeugt mit einer vielfältigen Besetzung.“